# Hervormde kerk (Oene)
De hervormde kerk in het Gelderse dorp Oene is een grotendeels gotisch kerkgebouw, waarvan de oudste delen romaans zijn. 
De kerk werd in 1176 voor het eerst genoemd en had Dionysius als patroonheilige. In dat jaar liet bisschop bisschop van Utrecht optekenen dat de kapel in Unen bij de parochiekerk Epe moest blijven horen. In 1283 werd deze kapel van het kerspel Epe afgescheiden en tot parochiekerk verheven. 
De kerk heeft een tufstenen gereduceerd westwerk, dat door een lage topgevel wordt afgedekt en evenals de tufstenen toren een overblijfsel is van de romaanse kerk. Omstreeks de 15de eeuw werd de kerk verbouwd, waarbij de oorspronkelijke twee verdiepingen door één hoog portaal werden vervangen. Ook kwamen er twee zijbeuken, die zich onder dezelfde kap bevinden als de middenbeuk en daardoor zeer lage zijmuren hebben. Het koor is gotisch en bestaat gedeeltelijk uit tufsteen en gedeeltelijk uit baksteen. Tot de kerk behoort een 16de-eeuwse consistorie, waar zich 17de-eeuwse rouwborden bevinden. In 1951 onderging de kerk een laatste uitbreiding: in dat jaar kwam aan de noordzijde een dwarsbeuk tot stand.  

## Interieur
In de kerk bevinden zich schilderingen van de apostelen en van de heilige Christoffel. De gewelven zijn beschilderd met plantenmotieven. Voorts staat er in de kerk een uit 1797 daterend offerblok. 
Het orgel is rond 1770 gebouwd door J.H.H. Bätz of een van zijn zonen en stond oorspronkelijk in de R.K. Martinuskerk in Utrecht. In 1852 werd het naar Oene overgeplaatst. 

## Gebruik
De kerk is in gebruik bij de Hervormde Gemeente Oene, behorend tot de PKN. Tussen 1946 en 1973 was de kerk de standplaats van de bevindelijke predikant  J.T. Doornenbal.